# کبالت(III) اکسید
اکسید کبالت(III) (به انگلیسی: Cobalt(III) oxide) با فرمول شیمیایی Co۲O۳ یک ترکیب شیمیایی با شناسه پاب‌کم ۴۱۱۰۷۶۲ است. که جرم مولی آن 165.8646 g/mol می‌باشد. شکل ظاهری این ترکیب، پودر سیاه است.